# Taureau d'airain

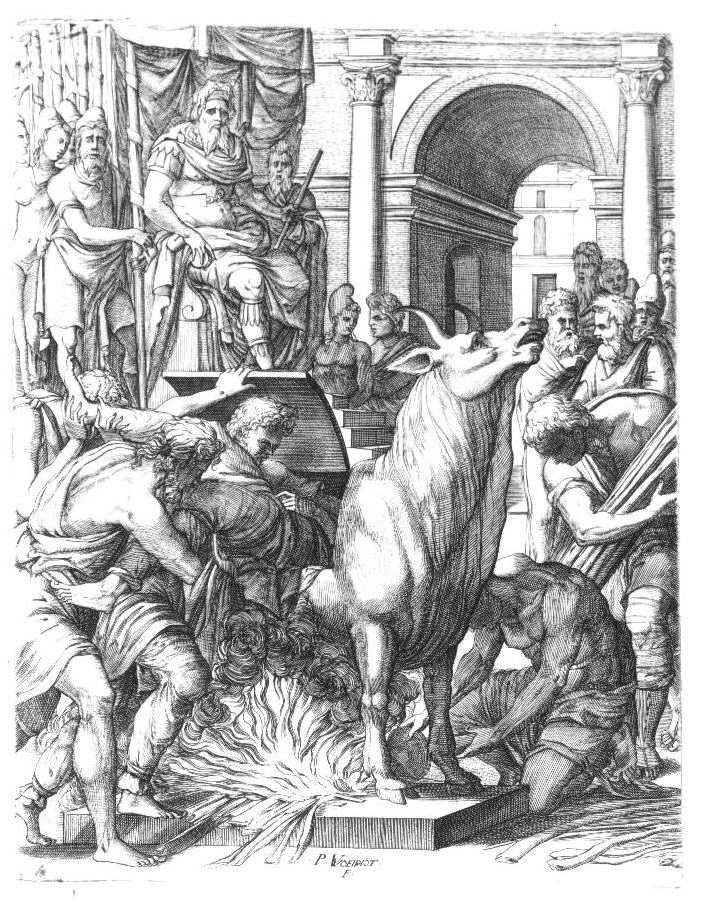
Phalaris condamnant le sculpteur Perillus, Baldassarre Peruzzi.

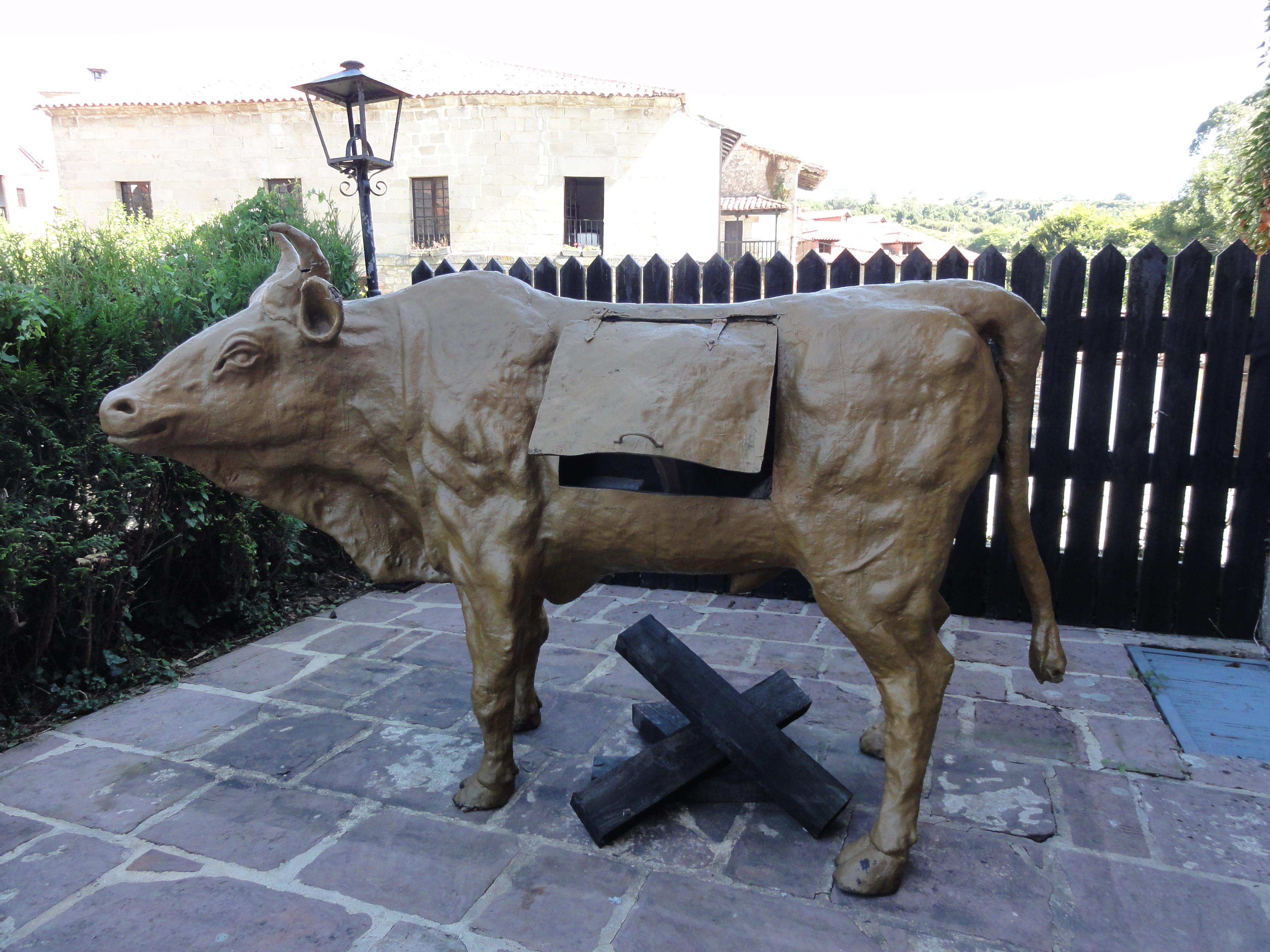
Taureau d'airain présenté au à Santillana del Mar en Espagne.

Le taureau d'airain ou taureau de Phalaris est un instrument de torture inventé en Grèce antique.

## Description
Phalaris, tyran d'Agrigente en Sicile, avait demandé à Perillos d'Athènes de lui concevoir un supplice pour les condamnés. Celui-ci lui construisit un taureau en airain creux dans lequel on enfermait les suppliciés avant de le porter au rouge. Perillos d'Athènes fut le premier à l'expérimenter, d'où la phrase de Dante sous-citée.
Lorsque Agrigente passa sous domination carthaginoise, le taureau fut transporté à Carthage et Polybe le vit lors d'un voyage en Afrique au IIe siècle av. J.-C..
Ce moyen de torture fut encore employé au IVe siècle avec le martyre de Pélagie de Tarse, et à la fin du Ve siècle avec l'exécution à Toulouse d'un certain Burdunellus.

## Le taureau d'airain dans la littérature et la philosophie
L'historien grec Polybe, qui avait sans doute vu le Taureau de ses propres yeux lors d'une visite à Carthage, le décrit comme suit :

« Quant au taureau de bronze que Phalaris avait fait construire à Agrigente et dans lequel il faisait monter les gens pour infliger à ses sujets en allumant le feu au-dessous le supplice que voici : le bronze s'échauffait et l'individu, grillé et brulé de tous côtés, périssait, et, dans l'excès de la souffrance, ses cris, semblables à un mugissement sortant de l'engin venaient frapper les auditeurs.
Bien que ce taureau, dis-je, ait été transporté d'Agrigente à Carthage sous la domination carthaginoise, qu'il soit resté entre les épaules l'ouverture par laquelle descendaient les suppliciés et qu'il soit impossible de trouver pour quelle autre raison un taureau de ce genre aurait été construit à Carthage [...]. »

— Polybe, Histoire, Tome XII, 25 (traduction Paul Pedech).
Dante cite le taureau d’airain au Chant XXVII de l'Enfer (vers 5 à 12), première partie de la Divine Comédie :
« Come 'l bue cicilian che mugghiò prima
col pianto di colui, e ciò fu dritto,
che l'avera temperato con sua lima,
mugghiava con la voce de l'afflitto,
sì che, con tutto che fosse di rame,
pur el pareva dal dolor trafitto; »
« Comme le taureau de Sicile qui mugit pour la première fois, et ce fut justice, les plaintes de celui dont la lime l'avait fabriqué, et transformait la voix du tourmenté en mugissements, de sorte que, quoique d'airain, il semblait ressentir la douleur. »
Agrippa d'Aubigné le cite également à trois reprises dans Les Tragiques :
- Les Fers, (v.571-572) : « Comme au taureau d'airain du subtil Phalaris / L'airain de la trompette ôte l'air à leurs cris. »
- Misères, (v.819) : « Quelqu'un de Phalaris évitait le taureau. »
- La Chambre Dorée, (V.533-534) : « C'est le taureau d'airain dans lequel sont éteintes / Et les justes raisons et les plus tendres plaintes. »

Dans Le palais carolingien d’Ingelheim d'Ermold le Noir (l.11 à 16), on lit :

« Un certain Pyrillus, artisan du bronze et de l’or, se trouve près de lui :
Ce misérable impie, empressé, pour Phalaris
Fabriqua un taureau de bronze
Pour y consumer sans merci le corps saint des hommes.
Mais bientôt le tyran l’enferma dans le ventre du taureau,
Et l’œuvre donna la mort à son créateur. »

Jean de Rotrou mentionne le taureau d'airain dans sa tragédie chrétienne Le Véritable Saint Genest, à l'acte II, scène 4.
Ernest Renan écrit dans les dernières pages de ses « Souvenirs d’enfance et de jeunesse » (1883, collection Folio, p. 211) : « Les stoïciens soutenaient qu’on a pu mener la vie bienheureuse dans le ventre du taureau de Phalaris. »
Dans son essai Athènes et Jérusalem, le philosophe Léon Chestov mentionne à plusieurs reprises le taureau de Phalaris à propos de la question éthique du bonheur : il évoque la conviction de Socrate selon laquelle « il ne peut rien arriver de mal à l’homme vertueux, et le savoir est la vertu. »

« Quand les écoles issues de Socrate déclaraient solennellement que l’homme vertueux serait heureux jusque dans le taureau de Phalaris, elles se contentaient d’exprimer sous une nouvelle forme ce qui faisait la signification, l’essence même de l’éthique socratique »

— Léon Chestov, Athènes et Jérusalem, éd. Le Bruit du Temps, 2011, p. 196.

## Représentations dans la fiction

### Littérature
Le taureau de Phalaris est mentionné dans le roman d'Umberto Eco Le Nom de la rose en tant que métaphore lors de l'incendie de la bibliothèque. Il est également fait mention du taureau dans le roman La Maison des feuilles de Mark Z. Danielewski.

### Cinéma et télévision
Les films et séries télévisées inspirées de l'Antiquité montrent parfois cet instrument de torture. Plusieurs scènes de torture utilisant cet instrument sont présentes dans le péplum Les Immortels, réalisé par Tarsem Singh en 2011. Cet instrument de torture est également présent dans la série Atlantis, série télévisée de Howard Overman de 2013, dans l'épisode 13 de la saison 1, "Touché par les Dieux, partie 2", sous la forme d'un taureau en métal dans lequel Ariane est condamnée à périr pour trahison.
Les films d'horreur mettent également en scène le taureau d'airain. On en retrouve une représentation dans la série de films Saw. Le taureau est cité dans le film d’animation Resident Evil: Death Island.
Dans l'épisode 4 de la saison 3 de la série télévisée Borgia (réalisée par Tom Fontana et diffusée sur la chaîne de télévision française Canal+), en 2014, le chancelier de Faenza est supplicié dans le taureau d'airain, à la suite de sa trahison, à la demande de César Borgia.
Dans l'épisode 10 de la saison 8 de la série télévisée américaine Blacklist, le Dr Laken Perillos, jouée par l'actrice Laverne Cox, est une spécialiste de la tolérance à la douleur qui applique des tortures - et porte le nom du créateur antique du taureau d'airain.